# Tupolev Tu-110
Tupolev Tu-110 (indicativo da NATO: Cooker) foi um avião a jato de passageiros projetado e construído na União Soviética, que teve seu primeiro voo em 1957.

## Design e desenvolvimento
Percebendo que o potencial de exportação do Tupolev Tu-104 era limitado, o Conselho de Ministros emitiu a diretiva nº 1511-846 em 12 de agosto de 1956, exigindo que a Tupolev Design Bureau desenvolvesse uma versão quadrimotor do Tu-104, para permitir que a aeronave cruzasse com segurança grandes extensões de oceano e melhorar a segurança na decolagem em caso de falha do motor.
O Tu-110 foi uma grande reformulação do Tu-104, movido por quatro turbinas Lyulka AL-7 avaliados em 5.500 kgf (53,9 kN; 12.100 lbf de empuxo cada, com dois motores escalonados na raiz de cada seção central estendida. O primeiro protótipo voou em 11 de março de 1957.
A produção do Tu-110 foi autorizada na Fábrica de Aeronaves de Kazan, com um pedido inicial de dez aeronaves, mas apenas quatro foram concluídas antes do programa ser encerrado. A aeronave de produção apresentava asas de corda estendida e porões de bagagem maiores, bem como capacidade para até 100 passageiros em uma disposição de assentos para toda a classe turística.
Todas as quatro aeronaves foram convertidas para Tu-110Bs com motores turbofan Soloviev D-20, na tentativa de melhorar o desempenho da aeronave, mas sem sucesso. Nenhum outro pedido foi feito e os quatro Tu-110Bs foram usados para trabalhos experimentais em aviônica, sistemas de mísseis e sistemas de controle de camada limite, permanecendo ativos até a década de 1970.

## Variantes
Referências:
- Tu-110 – O único protótipo do Tu-110 (CCCP-L5600).
- Tu-110A – Aeronave de produção com capacidade dobrada de assentos (todos na classe econômica), porões de bagagem de capacidade aumentada, flaps de área aumentados e MTOW aumentado de 87.200 kg (182.320 lb). Três aeronaves foram construídas (CCCP-L5511 - L5513)
- Tu-110B – Versões experimentais de médio curso convertidas do protótipo e três aeronaves de produção, equipadas com quatro motores turbofan Soloviev D-20.
- Tu-110L – O protótipo da aeronave modificado com controle de camada limite fornecido com ar corrente dos motores turbofan D-20.
- Tu-110D – Um avião de médio curso projetado com quatro motores D-20 em nacelas emparelhadas em cada lado da fuselagem traseira.
- Tu-117 – Uma versão de transporte militar projetada com uma rampa de carregamento da fuselagem traseira e torre de cauda defensiva.

## Especificações (Primeiro protótipo do Tu-110)
Dados da The Osprey Encyclopaedia of Russian Aircraft 1875– 1995

### Características gerais
- Tripulação: 5 (tripulação da cabine)[3]
- Capacidade: 100 passageiros[4]
- Comprimento: 38,30 m (125 pés 8 p)
- Envergadura: 37,50 m (123 pés 0 p)
- Área da asa: 182 m2 (1,960 pq)
- Peso vazio: 44.250 kg (97,555 lb)
- Peso máximo de decolagem: 79.300 kg (174,827 lb)
- Propulsão: 4x Lyulka AL-7 turbojatos, 64 kN (14.300 lb) de empuxo cada

### Performance
- Velocidade máxima: 1.000 km/h (620 mph, 540 nós)
- Velocidade de cruzeiro: 890 km/h (550 mph, 480 nós)
- Alcance: 3.450 km (2.140 mi, 1.860 nm)
- Teto máximo: 12.000 m (39,000 pés)